# Zlukov
Zlukov település Csehországban, a Tábori járásban. Zlukov Doňov, Újezdec, Veselí nad Lužnicí, Řípec és Drahov településekkel határos. Lakosainak száma 282 fő (2024. január 1.).

## Népesség
A település lakosságának változását az alábbi diagram mutatja:
| Lakosok száma | 362  | 357  | 404  | 304  | 239  | 232  | 266  | 273  | 272  | 282  |
|               | 1869 | 1890 | 1921 | 1950 | 1980 | 2001 | 2017 | 2019 | 2022 | 2024 |